# Alto del Carmen
Alto del Carmen é uma comuna da província de Huasco, localizada na Região de Atacama, Chile. Possui uma área de 5.938,7 km² e uma população de 4.840 habitantes (2002).